# Ford Crown Victoria
«Ford Crown Victoria» (укр. Форд Краун Вікторія), також як Crown Vic (укр. Краун-Вік) — американський шестимісний повнорозмірний задньопривідний седан з рамним шасі, що випускався з 1992 по 2011 роки на заводі St. Thomas Assembly в місті Талботвілл (англ. Talbotville), провінція Онтаріо, Канада.

## Перше покоління (EN53; 1992–1997)

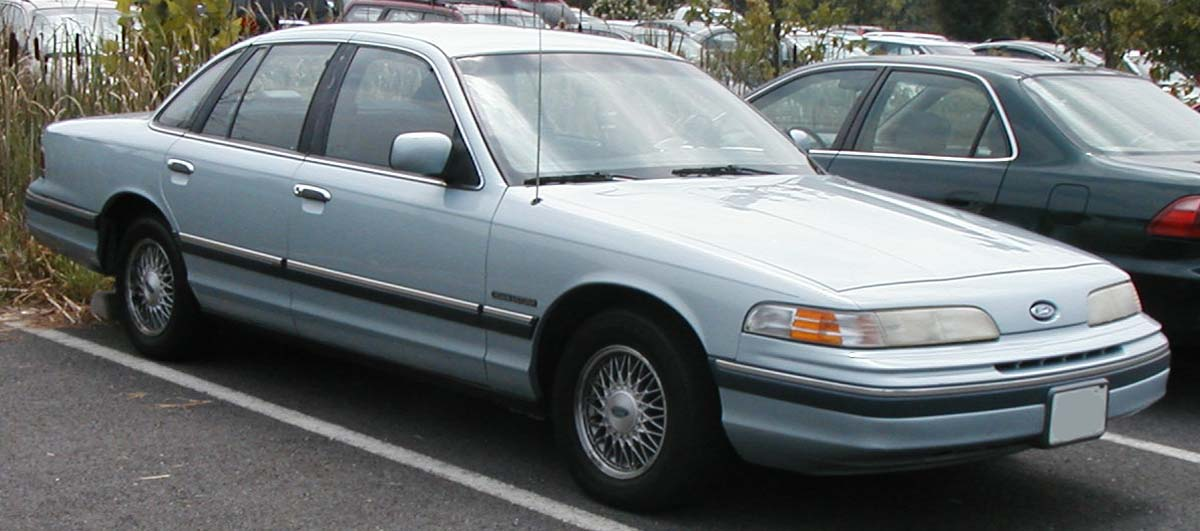
Ford Crown Victoria 1 (1992–1997)

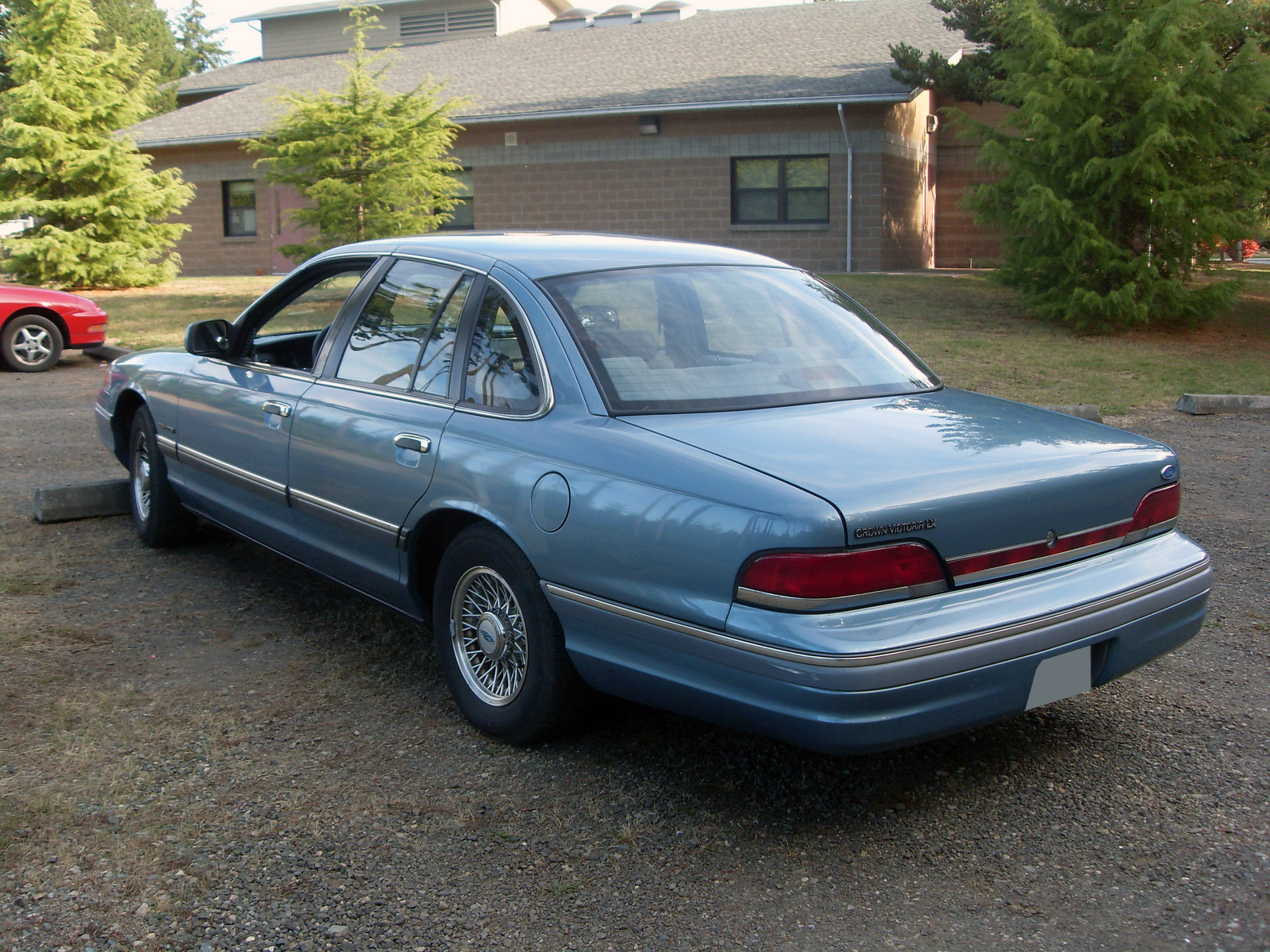
Ford Crown Victoria 1 (1992–1997)

У першому кварталі 1987 року спеціалісти Ford розпочали розробку повнорозмірного автомобіля за кодовою назвою "EN53". Ford Crown Victoria була представлена 28 листопада 1990 року і розпочала виробництво в січні 1991 року як модель 1992 року, запланувавши продаж на 21 березня 1991 року. Продаж автомобіля було відкладено на 14 місяців, щоб максимально забезпечити попит покупців. У відповідності з переробленим дизайном Chevrolet Caprice 1991 року (його головний конкурент), Crown Victoria 1992 року демонструвала новий зовнішній дизайн, зберігаючи шасі попереднього покоління. Для збільшення аеродинаміки та економічності палива Ford знизив коефіцієнт аеродинамічного опору з 0,42 до 0,34 (що майже відповідає 0,32 Ford Taurus), надавши Crown Victoria першого покоління свій витончений, клиноподібний дизайн, який отримав назву "Аеро".
Через зміну ринку сімейно-орієнтованих транспортних засобів, Ford Crown Victoria пропонували виключно як седан із чотирма дверима, а універсал LTD Country Squire був оброблений деревом і був по суті попередньою моделлю. У той час як Ford Taurus та Mercury Sable продовжували виробництво в кузові універсал, Country Squire в 1991 році був замінений на Ford Aerostar, Ford Econoline/Club Wagon та Ford Explorer.
Форд отримав користь від унікальної лазівки в стандартах CAFE, коли в 1992 році було запущено Crown Victoria та Grand Marquis. Щоб уникнути сплати податків, Ford змінив свою мережу постачальників так, щоб два транспортні засоби можна було віднести до імпорту з Канади, ефективно вилучивши повнорозмірні седани з внутрішнього флоту CAFE (поряд із Ford Mustang V8) та помістивши їх у свій імпортний флот (поряд із Ford Festiva).
Ford Crown Victoria і побудовані на тій же платформі «Пантера» моделі Mercury Grand Marquis та Lincoln Town Car були останніми з традиційних американських повнорозмірних седанів, розквіт яких припав на 60-ті — першу половину 70-х років XX століття. Решта північноамериканських автомобілів категорії повнорозмірних в наші дні, хоча формально і вважаються однокласниками з моделями платформи «Пантера», але насправді істотно поступаються їм за зовнішніми габаритами, і сильно відрізняються від них конструктивно, зокрема, до пізнього періоду випуску практично всі вони мали привід на передні колеса, більшість оснащується шестициліндровими двигунами, і жоден з них не має окремої від кузова рами.

### Двигуни
- 4.6 л SOHC Modular V8 193-213 к.с.

## Друге покоління (1998–2011)

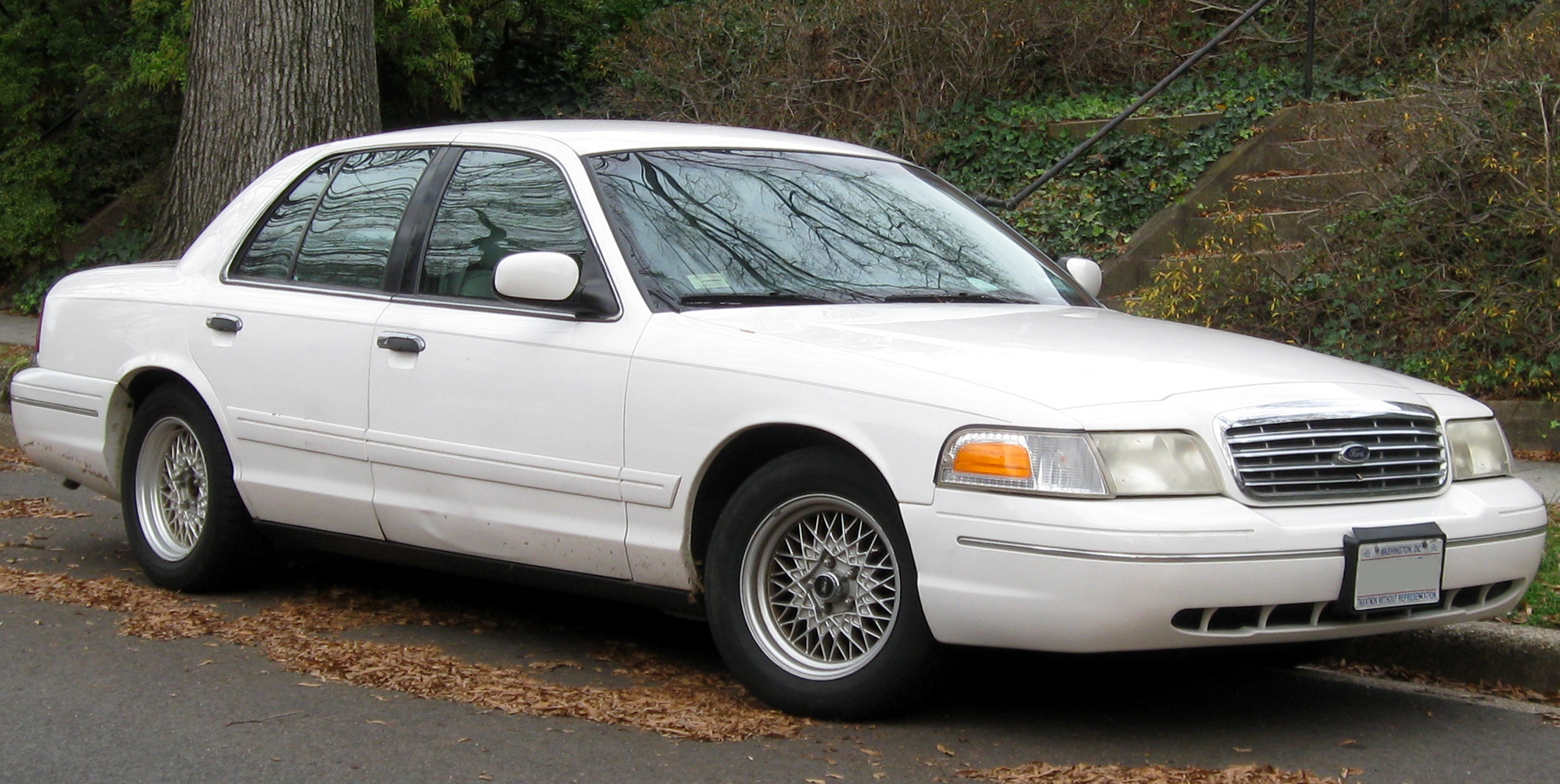
Ford Crown Victoria 2 (1998–2002) легенда

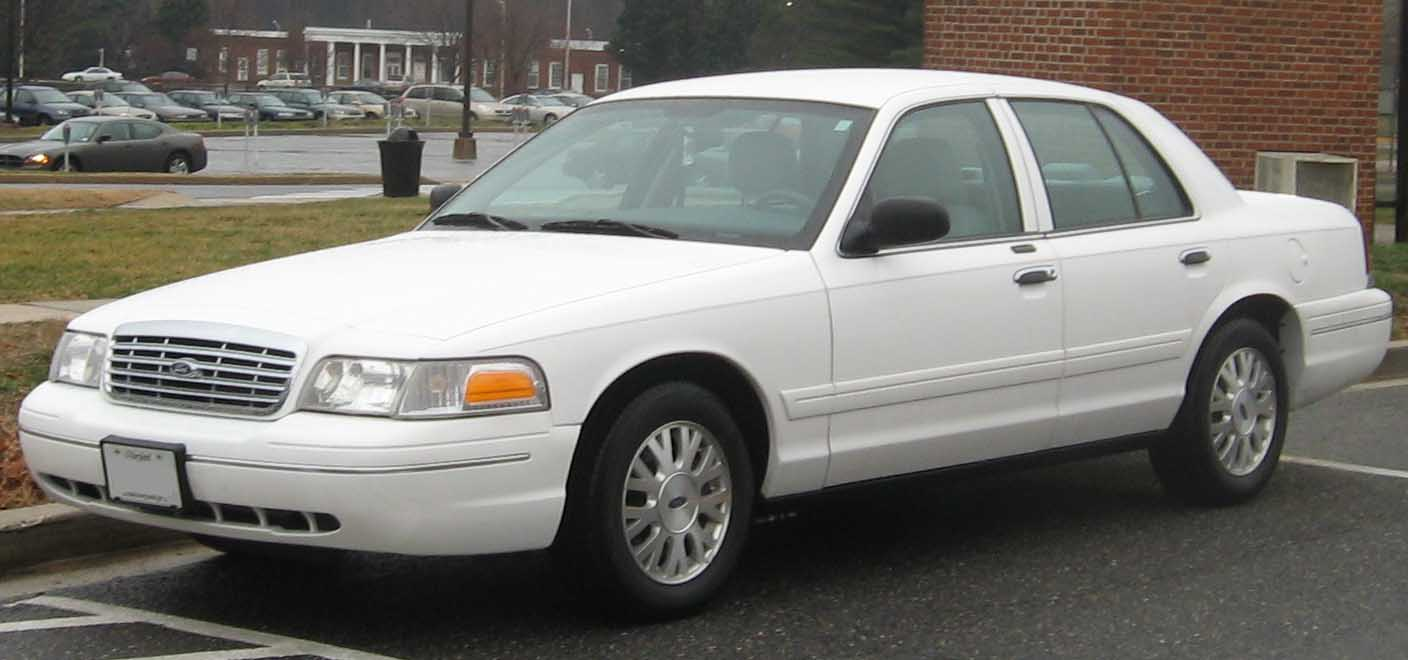
Ford Crown Victoria 2 (2003–2011)

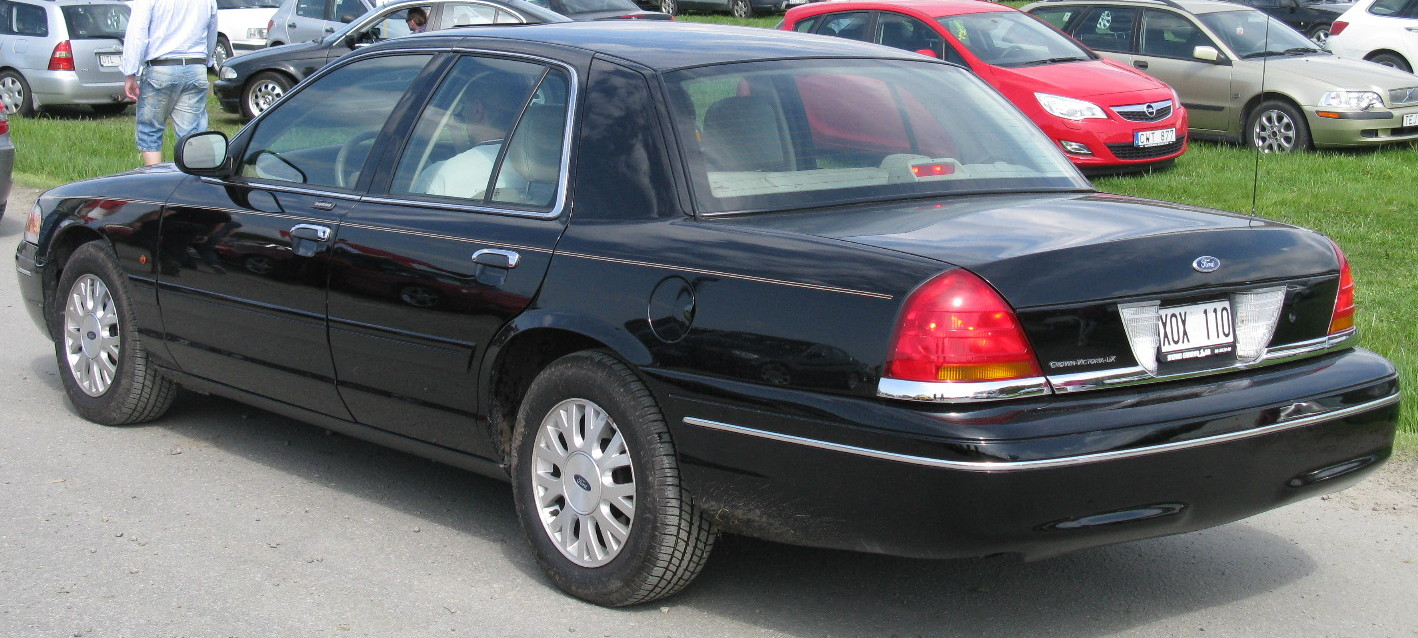
Ford Crown Victoria 2 (1998–2011)

Ford Crown Victoria другого покоління розпочала продажі 26 грудня 1997 року. Хоча Ford Crown Victoria 1992-1997 рр. сприйняв краще критику та отримав сприйняття на ринку, ніж суперечливий стиль Chevrolet Caprice 1991 року, його продажі намагалися відповідати продажам його дорожчого еквівалента Mercury Grand Marquis. Прагнучи здобути визнання серед покупців (та збільшити спільність деталей), у 1998-му модельному році Crown Victoria отримала новий дизайн в стилі Mercury Grand Marquis.
В квітні 2002 року Ford Crown Victoria другого покоління був модернізований, хоча зовнішній вигляд не побачив жодних змін, майже все шасі було перероблене, з основними оновленнями підвіски та кермового управління.
У 2005 модельному році Форд ухвалив рішення про поступову заміну застарілого Crown Victoria сучасною передньопривідною моделлю Ford Five Hundred (Ford 500), формально вважається повнорозмірною і має приблизно той же об'єм салону при значно більш компактних зовнішніх габаритах. Однак, нова модель продавалася погано: наприклад, в січні 2007 року було продано 5424 примірника Crown Victoria, але лише 3526 моделі «500». Тому з 2008 модельного року вона була перейменована в Ford Taurus, як називалися її технічні попередники, і, продовжуючи вважатися повнорозмірною, встала на сходинку нижче, ніж Crown Victoria.
З 2008 модельного року в США через істотне падіння продажів Crown Victoria перестали постачати в звичайні дилерські представництва фірми Ford, що займаються продажем автомобілів «цивільним» покупцям. При цьому продажі краще укомплетованих, але технічно аналогічних моделей, запропонованих під брендами Mercury та Lincoln залишалися на досить високому для їх класу рівні.
Крім того, автомобілями цієї моделі укомплектовані автопарки значної частини американських таксомоторних компаній, втім, і в попередні роки до 95% продажу припадало саме на них.
Завдяки тому, що іншими виробниками більше не використовується рамна конструкція, яка робить машину більш живучою і полегшує ремонт після серйозних зіткнень, конструктивного запасу міцності, розмірам і чудовому рівню безпеки Ford Crown Victoria користується великою популярністю у поліцейських департаментів США та Канади. Модель для поліції має посилену конструкцію, форсований ціною деякого зниження економічності та екологічних показників двигун, ряд зовнішніх відмінностей і самостійне позначення: Ford Police Interceptor («Форд "поліцейський перехоплювач"»).
Крім цього, модель до останнього продавалась в країнах Середнього Сходу (переважно Кувейт та Саудівська Аравія), де повнорозмірні седани американського виробництва традиційно користуються великою популярністю.
Останній автомобіль цієї моделі був випущений 14 вересня 2011 року. Завод в місті Талботвілл, який виробляв дану модель, був закритий. Легендарні автомобілі Форд виробляли протягом 20 років (1991—2011) і заслужили повагу серед правоохоронних органів США. Найбільший пік продажів Ford Crown Victoria припав на 1999 рік, з 1991 по 2012 рік було продано біля 1 млн. 500 тис. автомобілів.

### Двигуни
- 4.6 л SOHC Modular V8 200-250 к.с.

## Назва

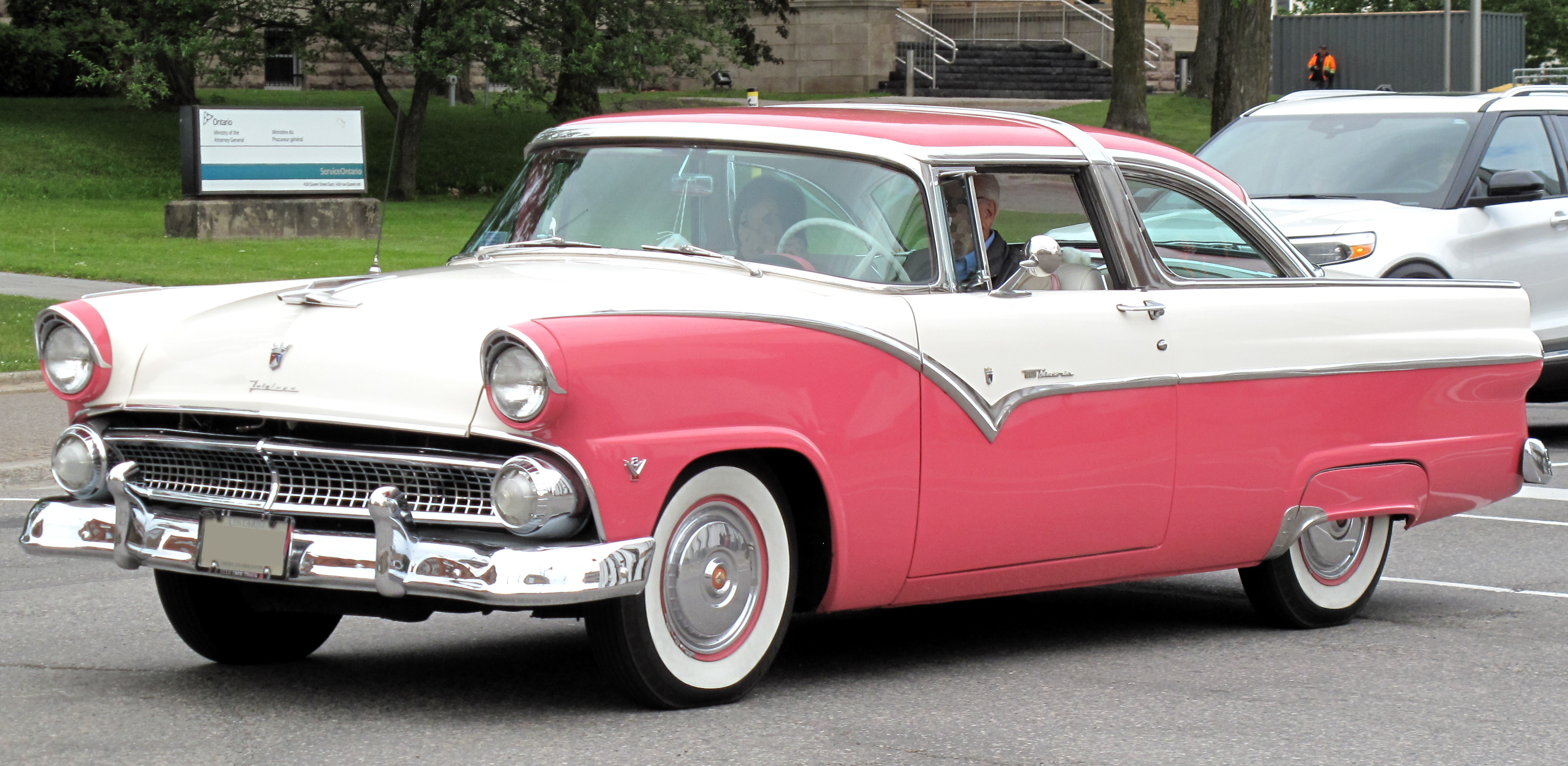
Оригінальний Ford Crown Victoria моделі 1955 року

Своєю назвою Ford Crown Victoria зобов'язаний короткочасно пропонованому в середині 50-х років (в 1955 і 1956 модельних роках) варіанту оздоблення (trim line) дводверних автомобілів марки Ford, яка також позначалась Crown Victoria і відрізнялась дещо заниженим дахом з «короною» — широким блискучим молдингом навколо водостоків, а також масивною хромованою накладкою на центральній стійці кузова, яка оперізувала дах.
Перша самостійна модель з цією назвою — Ford LTD Crown Victoria 1983 року — мала подібне оформлення даху з оперізуючим його молдингом.
Внаслідок таке оформлення було скасоване, але назва прижилась і використовувалась в позначенні моделі до самого зняття з виробництва.

## Продажі
| Календарний рік | Продажі в Пн. Америці |
| --------------- | --------------------- |
| 1993            | 101,685               |
| 1994            | 103,040               |
| 1995            | 98,163                |
| 1996            | 108,789               |
| 1997            | 107,872               |
| 1998            | 111,531               |
| 1999            | 114,669               |
| 2000            | 92,047                |
| 2001            | 95,261                |
| 2002            | 79,716                |
| 2003            | 78,541                |
| 2004            | 70,816                |
| 2005            | 63,939                |
| 2006            | 62,976                |
| 2007            | 60,901                |
| 2008            | 48,557                |
| 2009            | 33,255                |
| 2010            | 33,722                |
| 2011            | 46,725                |
| 2012            | 4,429                 |

## Фільмографія
Ford Crown Victoria дуже часто зустрічався і досі зустрічається в продукції американського кінематографу, головним чином в ролі поліцейських автомобілів чи таксі.
Найбільш популярними фільмами є: Нью-Йоркське таксі (2004), Відвези мене додому (2011), Секретні Матеріали (1993), Рекрут (2003).